# Орнушка Вас
Орнушка Вас (словен. Ornuška vas) — поселення в общині Мокроног-Требелно, регіон Південно-Східна Словенія, Словенія.